# Estadi Aldo Cantoni
L'Estadi Aldo Cantoni, és un pavelló poliesportiu ubicat a la ciutat de San Juan, a l'Argentina. Conegut com "El Coloso", té una capacitat per 8.000 espectadors. Va ser inaugurat l'1 de juliol de 1967, si bé la darrera reforma data de l'any 2016. Deu el seu nom al polític i governador de la província de San Juan entre 1926 i 1928 Aldo Cantoni.
En aquest pavelló juguen els seus partits com a locals els dos equips de voleibol de la ciutat de San Juan. Altrament, és considerat un dels pavellons més emblemàtics del hoquei sobre patins, albergant en diferents ocasions el Campionat del Món d'hoquei sobre patins els anys 1970, 1978, 1989, 2001, 2011 i 2022. També ha albergat la Copa Davis de tennis l'any 2018, així com competicions de primer nivell d'handbol, basquetbol o boxa, entre d'altres disciplines.